# Lester Lee
Lester Lee (New York, 7 novembre 1904 – Los Angeles, 19 giugno 1956) è stato uno sceneggiatore statunitense. inoltre era addetto alle colonne sonore di numerosi film.

## Biografia
Addetto alla musica in numerosi film, Every Baby Needs A Da Da Daddy canzone cantata da Marilyn Monroe nel 1948 nel film Orchidea bionda era sua e di Allan Roberts, Il motivetto venne poi ripreso nel film Okinawa del 1952,

## Filmografia

### Sceneggiatore
- Love at First Sight, regia di Edgar Lewis (1929)
- Syncopated Trial (1929)
- Campus Sweethearts (1930)
- Turbine bianco (1936), non accreditato
- Il treno dei pazzi (1946)

### Musiche
- Orchidea bionda (1948)
- Il giardino incantato (1952), con Heinz Roemheld e Bob Russell
- Trinidad (1952), con George Duning, Bob Russell e Morris Stoloff
- Pioggia  (1953)
- Gardenia blu (1953)
- L'uomo di Laramie (1955), con George Duning
- Oro (1955)

## Riconoscimenti
Ebbe una candidatura all'Oscar alla migliore canzone per la musica di Sadie Thompson's Song (Blue Pacific Blues in Pioggia, 1953.